# Dusona incompleta
Dusona incompleta är en stekelart som först beskrevs av Bridgman 1889.  Dusona incompleta ingår i släktet Dusona och familjen brokparasitsteklar. Inga underarter finns listade i Catalogue of Life.